# 오사나촌
오사나촌(幼村)은 아이치현 니와군에 설치되었던 촌이다. 현재의 이와쿠라시 북서부·이치노미야시 동부에 해당한다.